# Az Eötvös Loránd Tudományegyetem híres diákjainak és tanárainak listája
Az alábbi lista az Eötvös Loránd Tudományegyetem egykori és jelenlegi diákjai és tanárai közül sorolja fel a nevezeteseket.
| Ábécé szerinti tartalomjegyzék                                                                           |
| --- |
| A, Á B C Cs D Dz Dzs E, É F G Gy H I, Í J K L Ly M N Ny O, Ó Ö, Ő P Q R S Sz T Ty U, Ú Ü, Ű V W X Y Z Zs |

## A, Á
- Ábel Jenő (1858–1889) klasszika-filológus, akadémikus
- Abella Miklós (1922–1976) geográfus, pedagógus
- Abella Miklós (1954–2020) a Republic együttes menedzsere
- Aczél János (1924–2020) matematikus
- Adamik Tamás (1937–) klasszika-filológus, rétor, irodalomtörténész, nyelvész, műfordító
- Alakszai Zoltán (1986–) jogász, politikus
- Alexander Bernát (1850–1927) filozófus, esztéta, a Magyar Tudományos Akadémia tagja
- Alföldi András (1895–1981) régész, ókortörténész
- Angyal Dávid (1857–1943) történész, a Magyar Tudományos Akadémia tagja
- Antall József (1932–1993) történész, politikus, miniszterelnök
- Árkai Péter (1944–) geológus, petrográfus, geokémikus, a Magyar Tudományos Akadémia tagja

## B
- Babits Mihály (1883–1941) költő, író, irodalomtörténész
- Bács Tamás (1960–) egyiptológus
- Bakay Kornél (1940–) régész, tanár, múzeumigazgató
- Balázs Béla (1884–1949) költő, drámaíró, filmesztéta
- Baleczky Emil (1919–1981) nyelvész, szlavista, egyetemi tanár
- Bán András (1951–) műkritikus, egyetemi oktató
- Bán Róbert (1925–2002) filmrendező
- Bánóczi József (1849–1926) író, pedagógus
- Baranski Gyula (1867–1953) ügyvéd, politikus
- Bárdossy László (1890–1946) miniszterelnök
- Baros Gyula (1876–1936) tanár, irodalomtörténész, akadémikus
- Bart István (1944–2019) író, műfordító, könyvkiadó
- Bart István (1977) éghajlat- és energiapolitikus, klímapolitikai szakértő, jogász, várostervező
- Barta György (1915–1992) geofizikus, egyetemi tanár, a Magyar Tudományos Akadémia tagja
- Bartoniek Emma (1894–1957) történész, bibliográfus
- Bartoniek Géza (1854–1930) fizikus, pedagógus
- Bartus László (1961–) újságíró, lapkiadó, tanár
- Bay Zoltán (1900–1992) fizikus, egyetemi tanár, akadémikus, feltaláló
- Beke Ödön (1883–1964) nyelvész, finnugrista, a Magyar Tudományos Akadémia tagja
- Békefi Remig (1858–1924) egyháztörténész
- Békésy György (1899–1972) Nobel-díjas biofizikus
- Bencsik István (1910–1988) pedagógus, politikus
- Benczik Vilmos (1945–2021) műfordító, nyelvész, könyvkiadó, eszperantista, professor emeritus
- Benda Kálmán (1913–1994) történész, levéltáros, akadémikus
- Benedek Katalin (1947–) folklorista
- Beöthy Károly (1820–1864) ügyvéd, publicista
- Beöthy Zsolt (1848–1922) irodalomtörténész, esztéta, egyetemi tanár
- Beöthy Zsigmond (1819–1896) költő, író, bíró, jogtudós
- Bihari Mihály (1943–), jogász, politológus, az Alkotmánybíróság korábbi elnöke
- Birtalan Balázs (1969–2016) költő, író, terapeuta, melegjogi aktivista
- Bognár Cecil Pál (1883–1967) pszichológus, egyetemi tanár
- Bogsch Árpád (1919–2004) jogász, az ENSZ Szellemi Tulajdon Világszervezete (WIPO) alapító főigazgatója
- Bollobás Enikő (1952–) irodalomtörténész, műfordító
- Bódy Gábor (1946–1985) magyar filmrendező, videoművész és teoretikus
- Bónis György (1914–1985) jogtörténész, egyetemi tanár
- Borbás Mária (1930–2020) műfordító, író, kiadói szerkesztő
- Borsos Endre (1876–) közigazgatási bíró, a Közigazgatási Bíróság elnöke, lakásügyi kormánybiztos, a budai református egyházközség főgondnoka
- Borsos István (1863–1918) református lelkész, főiskolai tanár, klasszika-filológus, könyvtáros, numizmatikus
- Böszörményi-Nagy Iván (1920–2007) pszichiáter, a családterápia területének egyik alapítója
- Brády Zoltán (1940–) újságíró
- Brenzovics Marianna (1972–2017) író, költő
- Budenz József (1836–1892) nyelvtudós, akadémikus
- Bulla Béla (1906–1962) földrajztudós, akadémikus

## C
- Castiglione László (1924–1984) régész, művészettörténész, akadémikus

## Cs
- Csapodi (Csapody) Lajos (1729–1801) jogtörténész, római katolikus főpap
- Császár Ákos (1924–2017) Kossuth-díjas matematikus, a Magyar Tudományos Akadémia tagja
- Csehi Zoltán (1965–) jogász
- Cseri Zsófia (1976–) zenetudós, karnagy, egyetemi oktató
- Csiky Ottó (1928–2008) jogász
- Csizér Kata (1971–) nyelvész, egyetemi tanár
- Csizmadia Ervin (1958–) politológus
- Csizmadia Imre Gyula (1932–2022) kémikus, egyetemi tanár, akadémikus
- Csörnyei Marianna (1975–) matematikus

## D
- Dabis László (1891–1956) Kossuth-díjas orvos, higiénikus, egyetemi tanár
- Darányi Kálmán (1886–1939) miniszterelnök
- Debreczeny György (1958–) író, költő
- Déri Balázs (1954–) költő, műfordító, klasszika-filológus, medievista, muzikológus, katalanista, a Magyar Egyházzene felelős szerkesztője
- Dezső Tamás (1962–) asszirológus, az ELTE BTK dékánja
- Dienes Valéria, (1879–1979) írónő, táncpedagógus, filozófus, az első magyar női egyetemi tanár
- Dohnányi Ernő (1877–1960) zeneszerző, karmester, zongorista
- Dóka Klára (1944–2012) történész, levéltáros
- Domokos Péter (1936–2014) irodalomtörténész
- Donáth Tibor (1926–2018) orvos, anatómus, egyetemi tanár
- Dörnyei Zoltán (1960–) nyelvész, egyetemi tanár
- Dudich Endre (1895–1971) egyetemi tanár, akadémikus
- Durkó Antal (1890–1978) múzeumigazgató, gimnáziumi tanár
- Dúró Dóra (1987–) politikus, országgyűlési képviselő

## E, É
- Eckhardt Sándor (1890–1969) nyelvész, irodalomtörténész, akadémikus
- Eckhardt Sándor (1927–2016) orvos, farmakológus, akadémikus
- Eckhart Ferenc (1885–1957) jog- és gazdaságtörténész, egyetemi tanár
- Eörsi Mátyás (1954–) politikus, országgyűlési képviselő
- Eötvös József (1813–1871) jogász, író, politikus, a Magyar Tudományos Akadémia tagja
- Eötvös Loránd (1848–1919) fizikus, politikus, Magyar Tudományos Akadémia tagja és elnöke, az Eötvös Loránd Tudományegyetem névadója
- Eperjessy Ernő (1929–2022) néprajzkutató
- Erdős Pál (1913–1996) Kossuth-díjas és Wolf-díjas matematikus, a Magyar Tudományos Akadémia tagja
- Erdős Péter (1925–1990) menedzser, a popzenei élet irányítója
- Erős Antónia (1970) újságíró, műsorvezető
- Esterházy Péter (1950–2016) Kossuth-díjas író, publicista

## F
- Farbaky Péter (1957–) művészettörténész
- Farkas Attila Márton (1965–) egyiptológus, kulturális antropológus, publicista
- Farkas Ervin (1976–) festő
- Farkas Gyula (1847–1930) matematikus, fizikus, a Magyar Tudományos Akadémia tagja
- Fejér György (1766–1851) történész, teológus
- Fejér Lipót (1880–1959) matematikus, akadémikus
- Ferencz Győző (1954–) költő, irodalomtörténész, műfordító
- Fináczy Ernő (1860–1935) művelődés-, pedagógiatörténész, a Magyar Tudományos Akadémia tagja
- Fodor Sándor (1941–2014) orientalista, arabista, tanszékvezető
- Földes Iván (1914–1983) jogász
- Frank Tibor (1948–2022) nyelvész, egyetemi tanár
- Freund Tamás (1959–) neurobiológus
- Fuchs László (1924–) matematikus

## G
- Johann Julius Gabelhofer (1753–1794) teológiai doktor, egyetemi könyvtárigazgató, piarista rendi pap, tanár
- Galambos Márton újságíró
- Gárdos Péter (1948–) filmrendező
- Gegesi Kiss Pál (1900–1993) Kossuth-díjas orvos, gyermekgyógyász, gyermekpszichológus, a Magyar Tudományos Akadémia tagja
- Gellér Katalin (1946–) művészettörténész
- Gerecs Árpád (1903–1982) vegyészmérnök, kémikus, a Magyar Tudományos Akadémia tagja
- Gerle Éva (1976–) tanár, újságíró
- Gerő Ernő (1898–1980) kommunista politikus
- Göncz Árpád (1922–2015) író, műfordító, köztársasági elnök
- Andrew Grove (1936–2016) mérnök, üzletember
- Gubík László (1986–) jogász, szlovákiai magyar politikus
- Gyergyai Albert (1893–1980) író, műfordító, egyetemi tanár
- Gyomlay Gyula (1861–1942) klasszika-filológus, bizantinológus, a Magyar Tudományos Akadémia tagja
- Gyulai Pál (1826–1909) irodalomtörténész, író, költő, akadémikus

## H
- Hajdu Ottó (1959-2022) statisztikus,  az MTA doktora
- Hajdu Tibor (1930–) történész
- Hajnal István (1892–1956) történész, a Magyar Tudományos Akadémia tagja
- Hamar Dániel (1951–) népzenész, geofizikus
- Hamvas Béla (1897–1968) író, filozófus
- Hankiss Ágnes (1950–2021) szociálpszichológus, politikus
- Hankiss Elemér (1928–2015) szociológus
- Hargittai István (1941–) kémikus, tudománytörténész, egyetemi tanár, akadémikus
- Harsányi János (1920–2000) Nobel-díjas közgazdász, a korlátozott információjú játékelmélet kutatója
- Hauser Arnold (1892–1978) filozófus, művészettörténész, akadémikus
- Hédervári Péter (1931–1984) földrajztanár, amatőrcsillagász, újságíró, író
- Hegedűs István (1848–1925) klasszika-filológus
- Heinrich Gusztáv (1845–1922) irodalomtörténész, akadémikus
- Herczeg Ferenc (1863–1954) író, újságíró, szerkesztő, a Magyar Tudományos Akadémia tagja
- Heszky László (1945–) növénygenetikus, akadémikus, egyetemi tanár
- Hevesy György (1885–1966) Nobel-díjas kémikus, a Magyar Tudományos Akadémia tagja
- Hidas Judit (1976–) újságíró
- Horvát Árpád (1820–1894) történész
- Horváth János (1898–1961) irodalomtörténész
- Gy. Horváth László (1950–) műfordító, esszéista, az Európa Könyvkiadó főszerkesztője
- Horváth Tivadar (1920–2003) színész
- Hudecz Ferenc (1952–) magyar kémikus, egyetemi tanár, a Magyar Tudományos Akadémia rendes tagja
- Hungler József (1909–1989) helytörténész, tanár, könyvtáros

## I
- Inzelt György (1946–) kémikus, elektrokémikus, professzor
- Iványi Tamás (1944–) orientalista, szótárszerző

## J
- Janikovszky Éva (1926-2003) író
- Jedlik Ányos (1800–1895) fizikus, föltaláló, egyetemi tanár
- Juhász Gyula (1883–1937) költő
- Juhász-Nagy Pál (1935–1993) biológus

## K
- Kákosy László (1928–2003) egyiptológus, a Magyar Tudományos Akadémia tagja
- Kalecsinszky Sándor (1857–1911) kémikus, geokémikus, a Magyar Tudományos Akadémia tagja
- Kamermayer Károly (1829–1897) várospolitikus, Budapest első polgármestere
- Kántás Károly (1912–1991) geofizikus, a Magyar Tudományos Akadémia tagja
- Karácsony Gergely (1975-) politikus, országgyűlési képviselő, Budapest XIV. kerületének polgármestere, Budapest főpolgármestere
- Karas Monika, (1962–) magyar újságíró, jogász, a Nemzeti Média- és Hírközlési Hatóság (NMHH) elnöke
- Kardos Tibor (1908–1973) irodalomtörténész, filológus, a Magyar Tudományos Akadémia tagja
- Károlyi Árpád (1853–1940) történész, levéltáros, a Magyar Tudományos Akadémia tagja
- Karvasy Ágoston (1809–1896) jogtudós, közgazdász, a Magyar Tudományos Akadémia tagja, az első magyar nyelvű állam- és gazdaságtudományi áttekintések szerzője
- Kassai Balázs (1988–) pedagógus, író, zenész, parasportoló
- Kaszab Zoltán (1915–1986) entomológus, talajbiológus, a Magyar Tudományos Akadémia tagja
- Kégl Sándor (1862–1920) orientalista, irodalomtörténész, a magyar iranisztika kiemelkedő alakja, a Magyar Tudományos Akadémia tagja
- Keglevich Gábor (1784–1854) politikus, nagybirtokos, a Magyar Tudományos Akadémia tagja
- Keller András (1925–1999) nagy-britanniai magyar fizikokémikus, polimerfizikus, a Magyar Tudományos Akadémia tagja.
- Kenéz Béla (1874–1946) statisztikus, közgazdász, a Magyar Tudományos Akadémia tagja, 1931–1932-ben kereskedelemügyi miniszter
- Kennedy P. József (1928–) amerikai magyar vegyészmérnök, kémikus, a Magyar Tudományos Akadémia tagja
- Kenyeres Balázs (1865–1940) igazságügyi orvos, hisztológus, a Magyar Tudományos Akadémia tagja
- Kenyeres János (1967–) irodalomtörténész, kanadista, az ELTE BTK Angol–Amerikai Intézet igazgatója
- Kerényi Károly (1897–1973) klasszika-filológus, vallástörténész, a Magyar Tudományos Akadémia tagja
- Kerpely Kálmán (1864–1940) agrármérnök, agrokémikus, növénynemesítő, a Magyar Tudományos Akadémia tagja
- Kertai György (1912–1968) geológus, az alföldi kőolaj- és földgázkutatás elméleti megalapozója, a Magyar Tudományos Akadémia tagja
- Kertész Kálmán (1867–1922) zoológus, entomológus, a Magyar Tudományos Akadémia tagja
- Kéry Imre (1798–1887) orvos, Arad vármegye főorvosa, a Magyar Tudományos Akadémia tagja
- Kiss Árpád (1889–1968) kémikus, a Magyar Tudományos Akadémia tagja
- Kiss Sándor Károly (Alexandre Kiss, 1925–2007) magyar származású francia jogtudós, a nemzetközi környezetvédelmi jog elismert alakja, a Magyar Tudományos Akadémia tagja
- Kiszely István (1932–2012) antropológus
- Klaudy Kinga (1945–) nyelvész, a fordítástudomány professzora
- Klebelsberg Kuno (1875–1932) jogász, művelődéspolitikus, miniszter
- Klemm Antal (1883–1963) nyelvész, finnugrista, a magyar és finnugor történeti mondattan kiváló tudósa, a Magyar Tudományos Akadémia tagja
- Klug Nándor (1845–1909) orvos, fiziológus, a Magyar Tudományos Akadémia tagja
- Klupathy Jenő (1861–1931) fizikus, a gyakorlati fizika úttörő alakja, a Magyar Tudományos Akadémia tagja
- Kniezsa István (1898–1965) nyelvtörténész, szlavista, a magyar névtani kutatások megújítója, a Magyar Tudományos Akadémia tagja
- Koch Antal (1843–1927) geológus, petrográfus, mineralógus, paleontológus, a Magyar Tudományos Akadémia tagja
- Kodály Zoltán (1882–1967) zeneszerző, zenetudós, zeneoktató, népzenekutató
- Kohonicz József (1920–1983) röplabdaedző, testnevelő tanár
- Koi Gyula (1977-) jogtudós, kutató, bibliográfus
- Kolbenheyer Tibor (1917–1993) geofizikus, asztrofizikus, a Magyar Tudományos Akadémia tagja
- Kolczonay Katalin (1948–) magyartanár, rádiós és televíziós szerkesztő
- Kolláth Zoltán (1961–) fizikus, csillagász
- Komáromy András (1861–1931) történész, levéltáros, a Magyar Tudományos Akadémia tagja
- Komlós János (1942–) amerikai magyar matematikus, a Magyar Tudományos Akadémia tagja
- Komoróczy Géza (1937–) asszirológus, hebraista, író
- Koncz Ferenc (1959–2020) tanár, politikus, országgyűlési képviselő, Szerencs polgármestere
- Kondor Gusztáv (1825–1897) csillagász, matematikus, a Magyar Tudományos Akadémia tagja
- Konek Frigyes (1867–1945) kémikus, vegyészmérnök, a Magyar Tudományos Akadémia tagja
- Konek Sándor (1819–1882) statisztikus, jogtudós, a Magyar Tudományos Akadémia tagja
- Konkoly Thege Miklós (1842–1916) csillagász, meteorológus, akadémikus
- Korek József (1920–1992) régész, muzeológus
- Kormos Judit (1970–) nyelvész, egyetemi tanár
- Kossuth Lajos (1802–1894) államférfi, Magyarország kormányzója
- Kosztolányi Dezső (1885–1936) író, műfordító, újságíró
- Kovács István (1913–1996) atomfizikus, a Magyar Tudományos Akadémia tagja
- Kovács János (1987–) politikai elemző
- Kovács Sebestény Endre (1814–1878) orvos, sebész, a Magyar Tudományos Akadémia tagja
- Kósa Gábor (1971–) vallástörténész, orientalista, egyetemi tanár, a Magyar Tudományos Akadémia tagja
- Kósáné Ormai Vera (1938–) pszichológus, egyetemi oktató
- Köpeczi Béla (1921–2010) művelődés- és irodalomtörténész, művelődési miniszter, a Magyar Tudományos Akadémia tagja
- Környey István (1901–1988) orvos, ideggyógyász, a Magyar Tudományos Akadémia tagja
- Kőrös Endre (1927–2002) kémikus, a Magyar Tudományos Akadémia tagja
- Krenner József (1839–1920) mineralógus, egyetemi tanár, a Magyar Tudományos Akadémia tagja
- Krompecher István (1905–1983) orvos, anatómus, hisztológus, a Magyar Tudományos Akadémia tagja
- Kubinyi Enikő (1976–) biológus, etológus
- Kulin Ferenc (1943–) irodalomtörténész, színműíró, egyetemi tanár, politikus
- Kulin György (1905–1989) csillagász
- Kumorovitz L. Bernát (1900–1992) történész, levéltáros, a Magyar Tudományos Akadémia tagja
- Kuncz Ignác (1841–1903) jogtudós, a Magyar Tudományos Akadémia tagja
- Kuncz Ödön (1884–1965) jogtudós, közgazdász, a Magyar Tudományos Akadémia tagja
- Kúnos Ignác (1860–1945) nyelvész, turkológus, a török népköltészet úttörő jelentőségű kutatója, a Magyar Tudományos Akadémia tagja
- Kunz Jenő (1844–1926) jogfilozófus, szociológus, a Magyar Tudományos Akadémia tagja
- Kuti Gyula (1940–) fizikus, a Magyar Tudományos Akadémia tagja
- Kuzsinszky Bálint (1864–1938) régész, ókortörténész, a Magyar Tudományos Akadémia tagja
- Kürschák József (1864–1933) matematikus, a Magyar Tudományos Akadémia tagja

## L
- Lackfi János (1971–) költő, író, műfordító, tanár, fotós
- Laczkovich Miklós (1948–) matematikus
- Lakits György Zsigmond (1739–1814) egyházjogász, jogbölcselet egyetemi tanára, az egyetemi nyomda igazgatója
- Laky Dezső (1887–1962) statisztikus, gazdaságpolitikus, a Magyar Tudományos Akadémia tagja
- Lánczos Kornél (1893–1974) matematikus, fizikus
- Láng Adolf Ferenc (1795–1863) botanikus, zoológus, gyógyszerész, a Magyar Tudományos Akadémia tagja
- Láng Nándor (1871–1952) régész, művészettörténész, klasszika-filológus, a Magyar Tudományos Akadémia tagja
- Lányi Gusztáv (1951–) szociálpszichológus
- László Gyula (1910–1998) régész, egyetemi tanár
- Laziczius Gyula (1896–1957) nyelvész, irodalomtörténész, a Magyar Tudományos Akadémia tagja
- Lendvai Ildikó (1946–) politikus, a Magyar Szocialista Párt egykori elnöke
- Lénárd Fülöp (1862–1947) Nobel-díjas fizikus
- Lenhossék József (1818–1888) orvos, anatómus, antropológus, a Magyar Tudományos Akadémia tagja
- Limbacher Gábor (1958–) néprajzkutató, muzeológus, gépészmérnök, szociológus
- Lossonczy István (1883–1944) katonatiszt, politikus, közellátásügyi miniszter
- Lovász László (1948–) matematikus, egyetemi tanár, a Magyar Tudományos Akadémia tagja
- Lukács Béla (1847–1901) író, közlekedési államtitkár, majd miniszter (1887–1895)
- Lukács Béla (1947–) fizikus
- Lukács György (1885–1971) filozófus, esztéta, a Magyar Tudományos Akadémia tagja

## M
- Maár Gyula (1934–2013) filmrendező
- Mádl Ferenc (1931–2011) jogász, egyetemi tanár, köztársasági elnök, a Magyar Tudományos Akadémia tagja
- Mádl Péter (1959–) irodalomtörténész
- Magyar Bálint (1910–1992) színháztörténész, színházigazgató
- Marik Miklós (1936–1998) csillagász, egyetemi docens, tanszékvezető
- Markos Olivér (1888–1966) jogász, politikus, kereskedelmi- és közlekedésügyi miniszter
- Markusovszky Lajos (1815–1893) orvos, akadémikus
- Marschall Ferenc (1887–1970) jogász, agrárpolitikus, földművelésügyi miniszter
- Marosi Ernő (1940–2021) művészettörténész, a Magyar Tudományos Akadémia tagja
- Maróth Miklós (1943–) klasszika-filológus, orientalista, egyetemi tanár, akadémikus
- Mátrai László (1909–1983) filozófus, esztéta
- Medgyes Péter (1945–) nyelvész, egyetemi tanár
- Melich János (1872–1963) nyelvész, akadémikus, egyetemi tanár, az OSZK igazgatója
- Mendöl Tibor (1905–1966) földrajztudós, akadémikus, egyetemi tanár
- Mesterházy Károly (1939–) régész
- Mészöly Miklós (1921–2001) író
- Mink János (1938–) kémikus
- Morvai Krisztina (1963–) jogász, egyetemi docens, EP-képviselő
- Mörk Leonóra író
- Mutschenbacher Emil (1880–1945) jogász, az OMGE ügyvezető igazgatója, felsőházi tag

## N
- Nádasdy Ádám (1947–) nyelvész, költő, műfordító
- Nagy Balázs (1962–) történész, egyetemi docens
- Nagy Ferenc (1852–1928) jogász, politikus, a Magyar Tudományos Akadémia tagja
- Nagy Katalin (1960–) újságíró, műsorvezető
- S. Nagy Katalin (1944–) művészettörténész, szociológus, egyetemi tanár
- Nagyajtósi István (1908–1989) tanár, tankönyvszerző
- Náray-Szabó Gábor (1943–) kémikus, akadémikus, egyetemi tanár
- Navracsics Tibor (1966–), jogász, politológus, politikus, az Európai Bizottság tagja
- Navratil Ákos (1875–1952) közgazdász, jogtudós, a Magyar Tudományos Akadémia tagja
- Négyesy László (1861–1933) irodalomtörténész, esztéta, a Magyar Tudományos Akadémia tagja
- Németh G. Béla (1925–2008) irodalomtörténész
- Némethy Géza (1865–1937) klasszika-filológus, irodalomtörténész, a Magyar Tudományos Akadémia tagja
- Neumann János (1903–1957) matematikus
- Neumann Tibor (1978–) történész

## Ny
- Nyáry Albert (1828–1886) történész, levéltáros, heraldikus, a Magyar Tudományos Akadémia tagja

## O, Ó
- Oravecz Lizanka (1981–) gyógypedagógus, autizmus-szakértő
- Orbán Viktor (1963–) jogász, politikus, a Magyar Köztársaság miniszterelnöke
- Orosz Balázs (1944–2001) büntetőjogász, az ország egyik első sztárügyvédje, számos nagy horderejű ügy védője
- Ortvay Rudolf (1885–1945) fizikus, egyetemi tanár, akadémikus, a modern elméleti fizikai oktatás és kutatás hazai megteremtője.
- Osvald István (1867–1944) jogász, bíró, a Kúria elnöke
- Osvát András (1946–) forgatókönyvíró, dramaturg
- Ottlik Géza (1912–1990) író

## Ö, Ő
- Örkény István (1912–1979) író
- Öveges Enikő (1968-) nyelvész, egyetemi tanár

## P
- Pach János (1954–) matematikus, számítógép-tudós, akadémikus
- Pais Dezső (1886–1973) nyelvész, akadémikus
- Pál Lénárd (1925–2019) Kossuth-díjas fizikus, matematikus, a Magyar Tudományos Akadémia tagja
- Pálmány Béla (1946–) történész, levéltáros
- Palóczi Edgár (1887–1944) kultúrtörténész, tanár
- Palya Bea (1976–) énekes
- Papp Károly (1873–1963) geológus, akadémikus, egyetemi tanár
- Partos Sándor (1898–1937) belgyógyász, egyetemi tanársegéd
- Passuth Krisztina (1937–) művészettörténész
- Pasteiner Gyula (1846–1924) művészettörténész, műkritikus, a Magyar Tudományos Akadémia tagja
- Pasteiner Iván (1887–1963) könyvtáros, jogász
- Pécsi Márton (1923–2003) állami és Széchenyi-díjas földrajztudós, geomorfológus, térképész, a Magyar Tudományos Akadémia tagja
- Péterfy Jenő (1850–1899) tanár, irodalomtörténész, esztéta
- Petőcz András (1959–) József Attila-, Márai Sándor- és Magyarország Babérkoszorúja díjas költő, író, szerkesztő
- Pilinszky János (1921–1981) költő
- Pintér Jenő (1881–1940) irodalomtörténész, akadémikus
- Pócs Éva (1936–) néprajzkutató, akadémikus
- Polcz Alaine (1922–2007) író, pszichológus
- Pokol Béla (1950–), jogász, politológus, alkotmánybíró
- Pomozi Péter (1963–) tanár, nyelvész
- Ponori Thewrewk Árpád (1839–1903) irodalomtörténész
- Ponori Thewrewk Aurél (1921–2014) csillagász, természettudós, a MANT tagja
- Ponori Thewrewk Emil (1838–1917) klasszika-filológus, műfordító
- Ponori Thewrewk István (1863–1931) író, hírlapíró
- Porteleky László (1870–1953) jogász, kormánybiztos, magyar bajnok vívó és súlylökő
- Pósa Lajos (1947–) matematikus
- Pray György (1723–1800) történetíró
- Práznovszky Iván (1883–1971) jogász, diplomata, nagykövet
- Preisz Hugó (1860–1940) orvos, állatorvos, bakteriológus, a Magyar Tudományos Akadémia tagja
- Prohászka Lajos (1897–1963) kultúrfilozófus, neveléstudós, a Magyar Tudományos Akadémia tagja
- Prokopp Mária (1939–) művészettörténész

## R
- Radocsay László (1878–1968) jogász, politikus, igazságügyminiszter
- Riedl Frigyes (1856–1921) irodalomtörténész
- Ritly Valéria (1925–1967) művészettörténész
- Ruzsa György (1947–) művészettörténész, egyetemi tanár

## S
- Ságvári Endre (1913–1944) antifasiszta aktivista
- Sándor Anna (1951–), nyelvész, tanszékvezető egyetemi docens
- Sárneczky Krisztián (1974–) kisbolygókutató csillagász
- Schlett István, történész, politológus
- Schmidt Mária (1953–) történész
- Schönvisner István (1738–1818) régész, egyetemi tanár
- Schreiber Gábor (1974–2020) egyiptológus
- Schulek Vilmos (1843–1905) orvos, szemész, a Magyar Tudományos Akadémia tagja
- Schwartner Márton (1759–1823) statisztikus, egyetemi tanár
- Scitovszky Tibor (1875–1959) külügyminiszter
- Semmelweis Ignác (1818–1865) orvos, „az anyák megmentője”
- Sik Endre (1948–) közgazdász, szociológus, egyetemi tanár
- Simon István (1947–2024) biofizikus
- Simonyi Zsigmond (1853–1919) eszperantista, nyelvész, akadémikus
- Sipos Lajos (1939–) irodalomtörténész, szerkesztő, egyetemi tanár
- Solymosi József (1959–) matematikus, professzor
- Sólyom László (1942–) jogász, egyetemi tanár, a Magyar Köztársaság elnöke, az Alkotmánybíróság elnöke, a Magyar Tudományos Akadémia tagja
- Somló Tamás (1947–2016) sanzon-énekes, basszusgitáros, fúvószenész, dalszerző, artista, jogász
- T. Sós Vera (1930–) matematikus, egyetemi tanár, Magyar Tudományos Akadémia tagja
- Joanna Stempińska (1959–) borász, művészettörténész, diplomata, Lengyelország nagykövete
- Stumpf István (1957–) jogász, politológus, alkotmánybíró
- Süpek Ottó (1928–1995) irodalomtörténész, történetfilozófus, Villon-kutató, a magyar Anonymus-kérdés megoldója

## Sz
- Szabó Dezső (1879–1945) író
- Szabó Ildikó (1946–2016) szociológus
- Szabó Máté (1956–), politológus,jogász, az állampolgári jogok országgyűlési biztosa
- Szádeczky-Kardoss Elemér (1903–1984) geológus, egyetemi tanár, a Magyar Tudományos Akadémia tagja
- Szakonyi Károly (1931–) író, drámaíró, dramaturg
- Szekfű Gyula (1883–1955) történész, a Magyar Tudományos Akadémia tagja
- Szent-Györgyi Albert (1893–1986) Nobel-díjas biokémikus
- Szigeti Jenő (1936–2020) lelkész
- Szigetvári Péter (1966–) nyelvész, egyetemi tanár
- Sziklay László (1912–1987) író, irodalomtörténész
- Szilágyi Imre (1933–1999) filozófus
- Szilágyi László (1965–) környezetvédő aktivista, politikus
- Szinnyei József (1830–1913) bibliográfus
- Szlukovényi Katalin (1977–) irodalmár, költő, egyetemi tanár
- Szoboszlai Endre (1957–) csillagász, újságíró
- Sztrókay Kálmán (1907–1992) mineralógus, egyetemi tanár

## T
- Táncsics Mihály (1799–1884) író, publicista
- Tangl Harald (1900–1971) orvos, állatorvos, fiziológus
- Teleki Pál (1879–1941) miniszterelnök
- Terkán Lajos (1877–1940) csillagász
- Thienemann Tivadar (1890–1985) irodalomtörténész, germanista, nyelvpszichológus, akadémikus
- Toldy Ferenc (1805–1875) irodalomtörténész, egyetemi tanár
- Tőkéczki László (1951–2018) történész
- Tölgyessy Péter (1957–) alkotmányjogász, politikus, politikai elemző, az SZDSZ egykori elnöke
- Törkenczy Miklós (1956–) nyelvész, egyetemi docens
- Török Aurél (1842–1912) orvos, akadémikus
- Török László (1941–2020) régész, egyiptológus, nubiológus
- Törzsök Erika (1942–) szociológus, kisebbségpolitikus
- Tóth Csaba (1979–) politológus
- Tóth Gergely (1977–) történész
- D. Tóth Kriszta (1975–) író, újságíró
- Turán Pál (1910–1976) matematikus

## U
- Ujházy László (1937–2019) zenész, hangmérnök
- Ujhelyi Mária Zsuzsanna (1933–) főiskolai oktató

## V
- Valuch Tibor (1963–) történész
- Vámbéry Ármin (1832–1913) orientalista, akadémikus, egyetemi tanár
- Vámbéry Rusztem (1872–1948) jogász, publicista
- Varga Edit (1917–2006) vegyész, vállalatigazgató
- Varga Edith (1931–2020) egyiptológus
- Varga László (1943–) nyelvész, egyetemi tanár
- Vári András (1953–2011) történész
- Vidrányi Katalin (1945-1993) filozófiatörténész
- Veress József (1949-) közgazdász, az MTA doktora
- Vogl Mária (1912–1996) geokémikus, a Magyar Tudományos Akadémia tagja
- Vona Gábor (1978–) történész, politikus, országgyűlési képviselő

## W
- Wekerle Sándor (1848–1921) miniszterelnök
- Weszely Ödön (1867–1935) neveléstudós, egyetemi tanár, a pécsi Erzsébet Tudományegyetem bölcsészet, nyelv- és történettudományi karának első dékánja, később rektora

## Z, ZS
- Zalai-Gaál István (1951–2017) régész
- Zibolen Endre, ifj. (1914–1999) neveléstörténész
- Zimányi Magdolna (1934–2016) számítástechnikus, matematikus
- Zimonyi István (1956–) történész, orientalista
- Zsuffa Ákos (1977–) jogász